# Libro Rojo de Mao
Citas del Presidente Mao Zedong (en chino tradicional: 毛主席語錄, en chino simplificado: 毛主席语录 y en pinyin: Máo Zhǔxí Yǔlù), también conocido como el Pequeño Libro Rojo o Libro Rojo de Mao, fue un libro publicado en enero de 1964 por el gobierno de la República Popular China en el que se recogen citas y discursos pronunciados por Mao Zedong, que en aquel momento era el presidente del Partido Comunista de China. Se estima que desde su publicación se han impreso más de 900 millones de ejemplares.

## El nombre
La prensa extranjera en Occidente llamó a la obra "El pequeño libro rojo", acorde a su tamaño de bolsillo y su brillante cubierta. La edición de bolsillo fue especialmente hecha para un manejo y transporte más fácil, ya que los miembros del Partido Comunista de China debían llevarlo siempre consigo y su lectura era obligatoria en los colegios. Tras el fin de la Revolución Cultural, algunos chinos adoptaron ese nombre de manera coloquial, traducido de vuelta al chino como "El atesorado libro rojo" (en chino tradicional, 紅寶書; en chino simplificado, 红宝书; pinyin, hóng bǎoshū).

## Proceso de publicación
Las Citas del presidente Mao Zedong fueron recopiladas originalmente por una oficina del Diario del Ejército Popular de Liberación (EPL) como un documento político y militar de inspiración. La publicación inicial cubrió 23 temas con 200 citas seleccionadas por Mao y se tituló 200 citas del presidente Mao. Se entregó por primera vez a los delegados de una conferencia el 5 de enero de 1964, a quienes se les preguntó sus comentarios al respecto. En respuesta a las opiniones de los delegados y recopiladores del libro, la obra se amplió para tratar 25 temas con 267 citas, y el título se cambió simplemente por el de Citas del Presidente Mao Zedong.
El 10 de enero la obra se volvió a distribuir entre los delegados y se envió a unidades selectas del EPL, las cuales recibieron sus ejemplares anticipados para educar a las tropas y para que hicieran sus comentarios. En mayo de 1964 el Departamento de Política General del EPL, principal órgano político dependiente de la Comisión Militar Central (máxima organización de defensa nacional de la República Popular China), revisó las Citas; y añadió media página de título con el lema "¡Proletarios de todos los países, uníos!" (全世界无产者，联合起来！) en negrita roja, y hojas de aprobación escritas por Lin Biao, el sucesor elegido por Mao, que incluían tres líneas del diario del soldado revolucionario Lei Feng. Esta versión fue entregada "para uso interno" a los líderes militares. Luego de discusiones que ampliaron el libro dos veces más —concluyendo finalmente en 33 temas y 427 citas de Mao—, la Comisión empezó a publicar la versión definitiva en mayo de 1965.
A finales de 1965 el Comité Central del Partido Comunista de China aprobó oficialmente la publicación del libro por la Casa Editorial del Pueblo y su distribución en el país por  las Librerías Xinhua, la más grande cadena de librerías en China y la única a nivel nacional.
El Ministerio de Cultura realizó reuniones especiales de estudio para elaborar el plan de producción y distribución. Pidió garantías de que el libro recibiría prioridad de publicación y de que habría suficiente tinta, papel e imprentas disponibles. El objetivo era que "el noventa y cinco por ciento (de la población de China) leyera el libro del presidente Mao", según un catálogo de registros de publicaciones de la Casa Editorial del Pueblo. Se ordenó a las provincias, municipios y regiones autónomas de China que construyeran cientos de nuevas imprentas para publicar las Citas durante la segunda mitad de 1966, lo cual llevó a la industria gráfica china al límite.
Para 1970 varias obras de Mao tuvieron tirajes muy grandes, aunque estas cantidades no serían tan grandes como las de las Citas. Estas incluyen Obras seleccionadas de Mao Zedong (en cuatro volúmenes, 2 875 millones de copias en 14 idiomas), Artículos seleccionados de Mao Zedong (252 millones de copias en varias ediciones), libros de artículos individuales y obras de poesía.
El 12 de febrero de 1979 el Departamento de Publicidad del Partido Comunista de China ordenó detener la publicación de Citas del Presidente Mao Zedong.

## Distribución en el extranjero

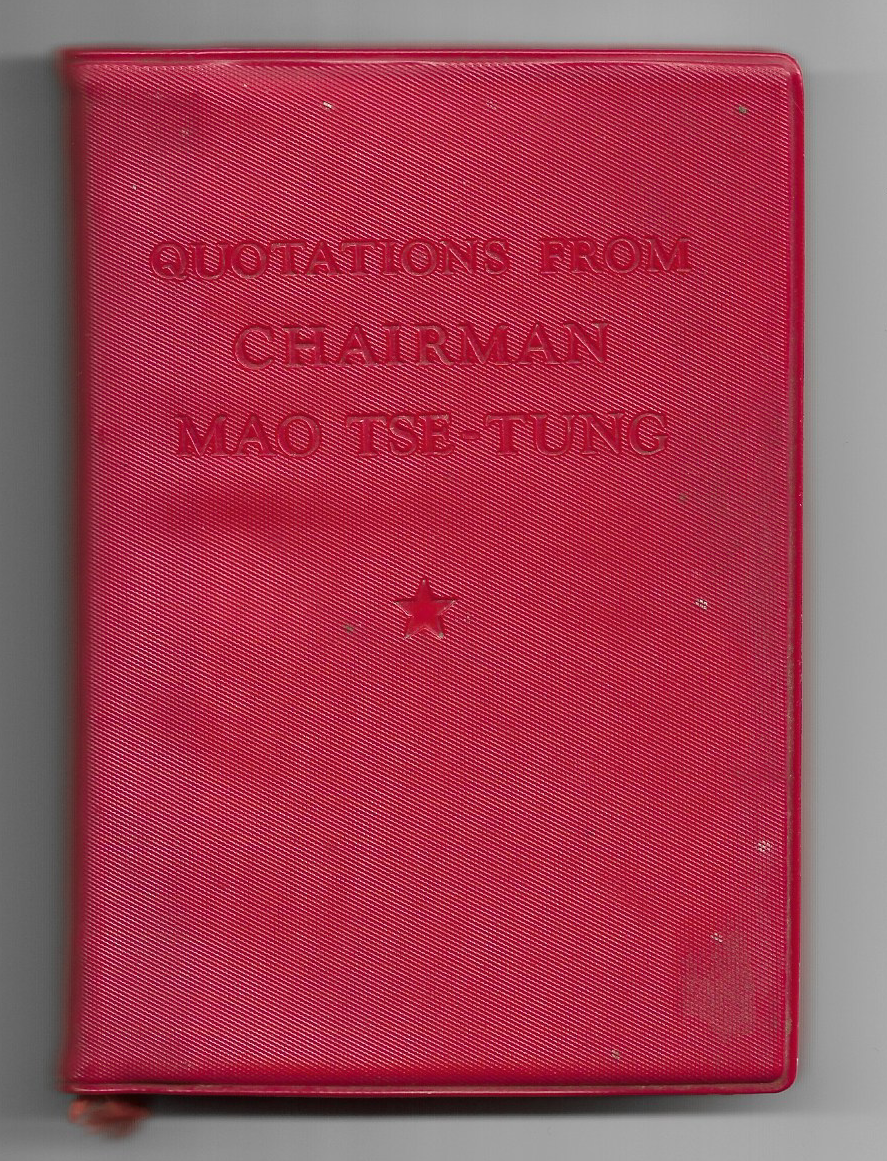
Portada de la primera edición en inglés circa 1966.

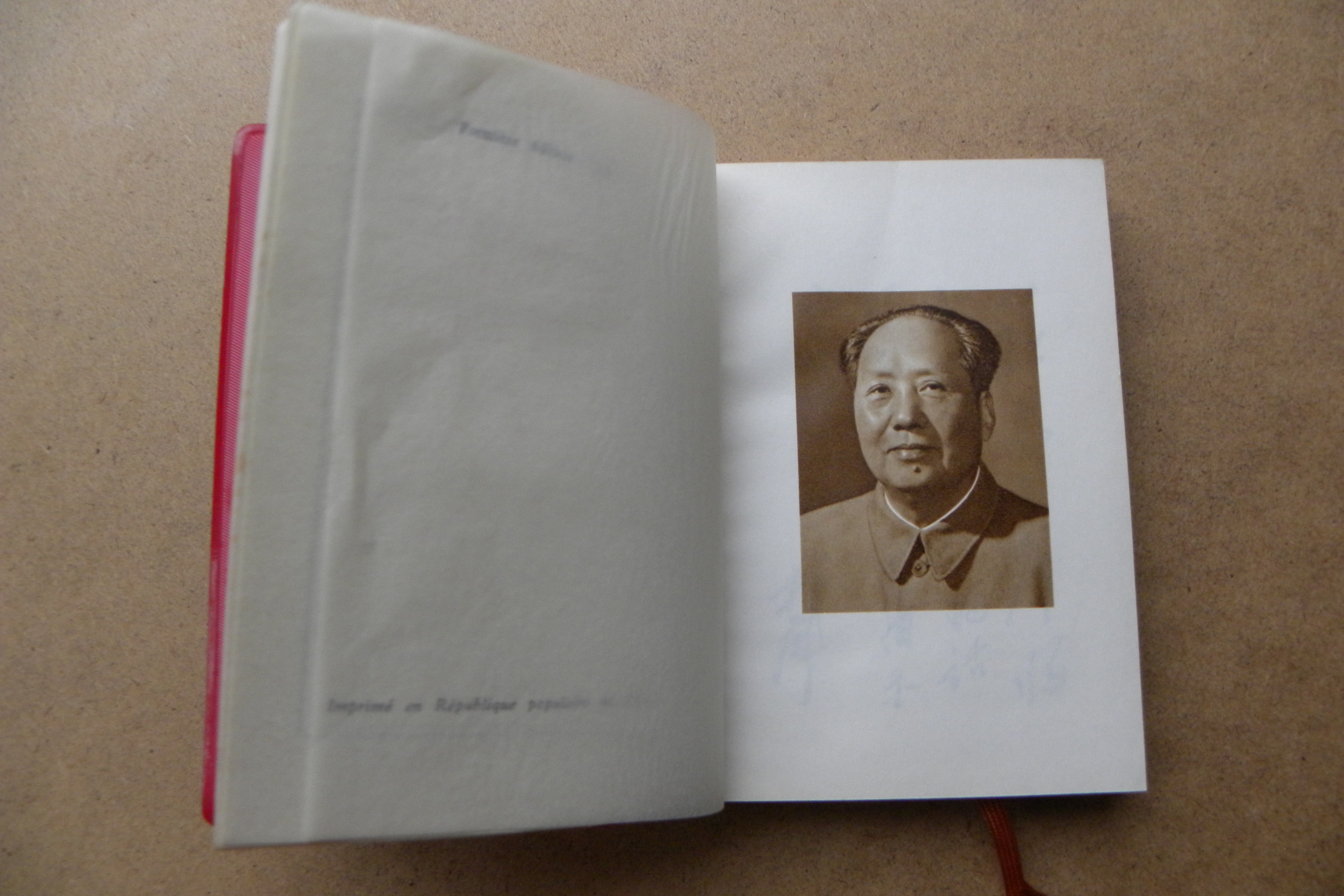
Portada de la edición en francés de 1966.

En 1966 el Departamento de Publicidad del Partido Comunista de China aprobó la exportación de Citas del Presidente Mao Zedong. Para cumplir los requisitos del extranjero, los editores de la Foreign Languages Press (Prensa de Lenguas Extranjeras) hicieron las revisiones que la situación requería. Añadieron un "prefacio a la segunda edición" avalado por Lin Biao, con fecha del 16 de diciembre de 1966 (el cual fue suprimido después de la muerte y desprestigio de Lin Biao en septiembre de 1971). En la última página figuraban los nombres del editor (Departamento de Política General del EPL), el impresor y el distribuidor (siendo ambos las Librerías Xinhua) sin un ISBN, y el año de publicación.
Para mayo de 1967, librerías en 117 países y territorios alrededor del globo —incluyendo el Reino Unido, Francia, la España franquista, Japón, la Unión Soviética, Alemania, Italia, el Reino de Nepal, Indonesia, Filipinas, la Unión de Birmania, el Irán pahlaví, varias naciones árabes y africanas, entre otros— estaban distribuyendo las Citas. Prensas extranjeras operando en 20 países contribuyeron a la publicación de 20 traducciones en 35 versiones.

## Números de ventas y distribución
Las Citas del Presidente Mao Zedong han producido una amplia gama de cifras de venta y distribución. Algunas fuentes afirman que se han distribuido más de 6500 millones de volúmenes impresos en total, otras sostienen que la distribución llegó a los "miles de millones", y otras citan "más de mil millones" de volúmenes oficiales sólo entre 1966 y 1969, así como un "número incalculable de reimpresiones locales no oficiales y traducciones no oficiales".
La popularidad del libro puede deberse a que, durante la segunda mitad del gobierno de Mao, especialmente durante la Revolución Cultural, era un requisito no oficial que todo ciudadano chino lo tuviera, leyera y llevara consigo todo el tiempo.

## Formatos
Las ediciones más difundidas de las Citas del Presidente Mao Zedong se publicaron con una cubierta de vinilo rojo impreso sobre cartón con páginas encuadernadas en 64 folios que incluían fotos de Mao. Otras ediciones del libro se cubrieron con tela, seda, cuero, papel y otros materiales.
La mayoría de las ediciones se produjeron en un tamaño funcional y compacto que cabía en el bolsillo, era fácil de transportar y podía sacarse en cualquier momento "para practicar, aprender, aplicar".

## Repercusión

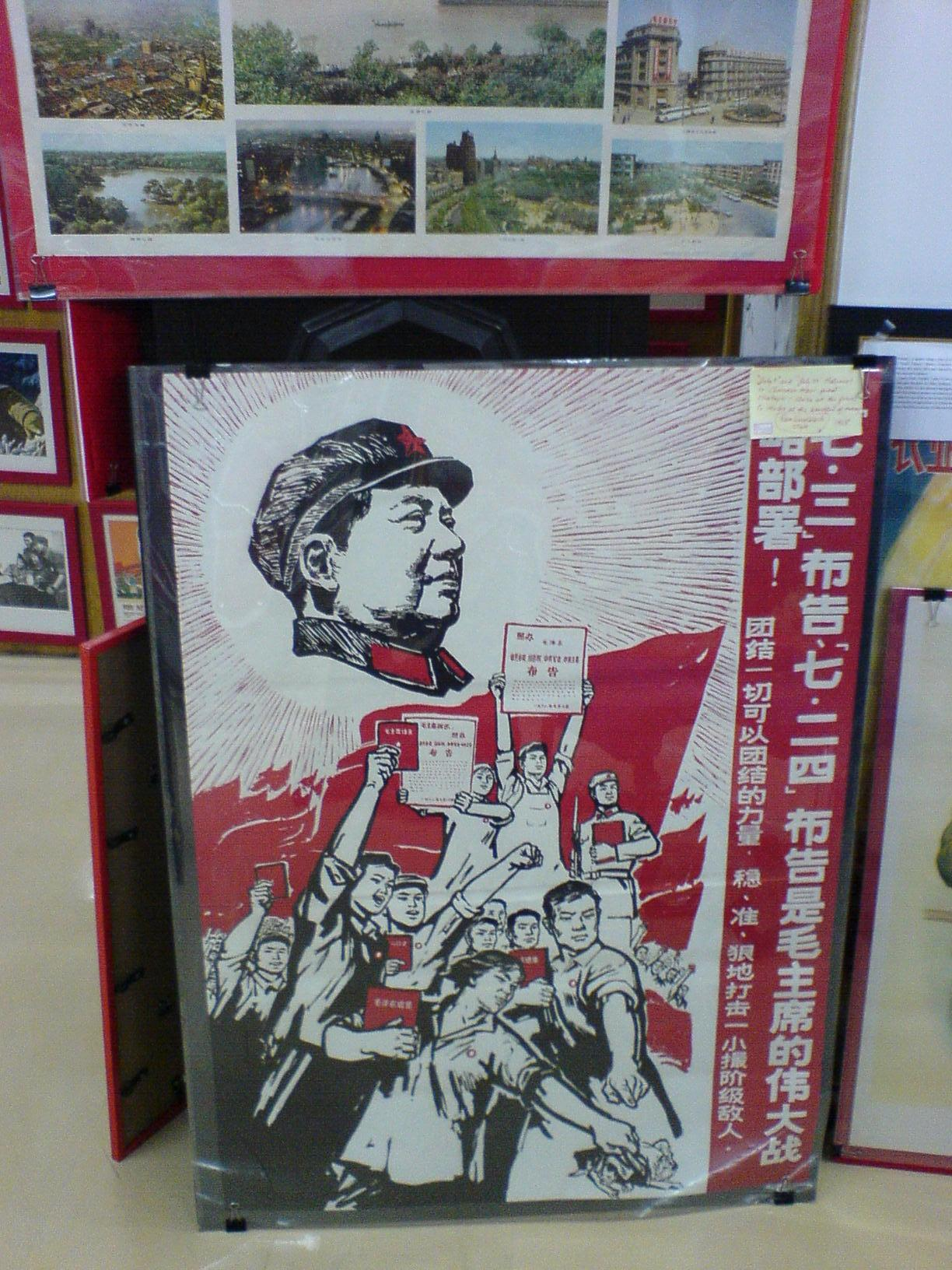
Cartel propagandístico de la Revolución Cultural en el que aparecen personas sosteniendo el Libro Rojo de Mao. Propaganda Poster Art Centre (Centro de Arte del Cartel de Propaganda), Shanghái.

Recopilado por su colaborador Lin Biao, ministro de Defensa, y jefe de las fuerzas armadas, el libro sería uno de los instrumentos básicos de enseñanza ideológica de las masas durante la época de la Revolución Cultural. El maoísmo fue ensalzado entonces, en China, como evolución del marxismo-leninismo y como la culminación del pensamiento ideológico comunista. Durante este periodo, casi todo lo que se publicaba, incluyendo los ensayos científicos, debía contener citas de Mao. Su aprendizaje no sólo era obligatorio en los colegios, sino también en los lugares de trabajo, donde se organizaban grupos durante las horas de trabajo para estudiarlo. La defensa que se hacía frente a los que consideraban contraproducente emplear el tiempo en esta tarea era que su lectura producía una iluminación que redundaba en la mejora de la producción.
Durante la década de 1960, el libro fue el icono más visible de la China continental, incluso más que la imagen del propio Mao. En los carteles y cuadros creados por los artistas de propaganda del Partido Comunista de China, casi todos los personajes, ya fueran sonrientes o con cara de determinación, aparecían con un ejemplar del libro en la mano. Durante la era de Mao, cuando la gente juraba lo hacía a menudo sobre las Citas.: 49 
Con la muerte de Mao y el fin de la Revolución Cultural en 1976, además de la llegada al poder de Deng Xiaoping en 1978, la importancia del libro fue disminuyendo considerablemente; y la glorificación de las Citas se consideró un desviacionismo de izquierda y un culto a la personalidad.

## Legado
Las Citas sigue siendo hoy un símbolo del pensamiento de Mao Zedong en China. En determinadas situaciones, el libro se regala, por ejemplo, cuando hay fondos públicos de por medio, o cuando surgen acontecimientos personales, como la felicitación a unos recién casados.
Hoy en día, en China, el libro Citas del Presidente Mao Zedong se considera sobre todo un fragmento de nostalgia. Algunas ediciones son populares entre los coleccionistas, y las raras e inusuales alcanzan precios muy elevados.

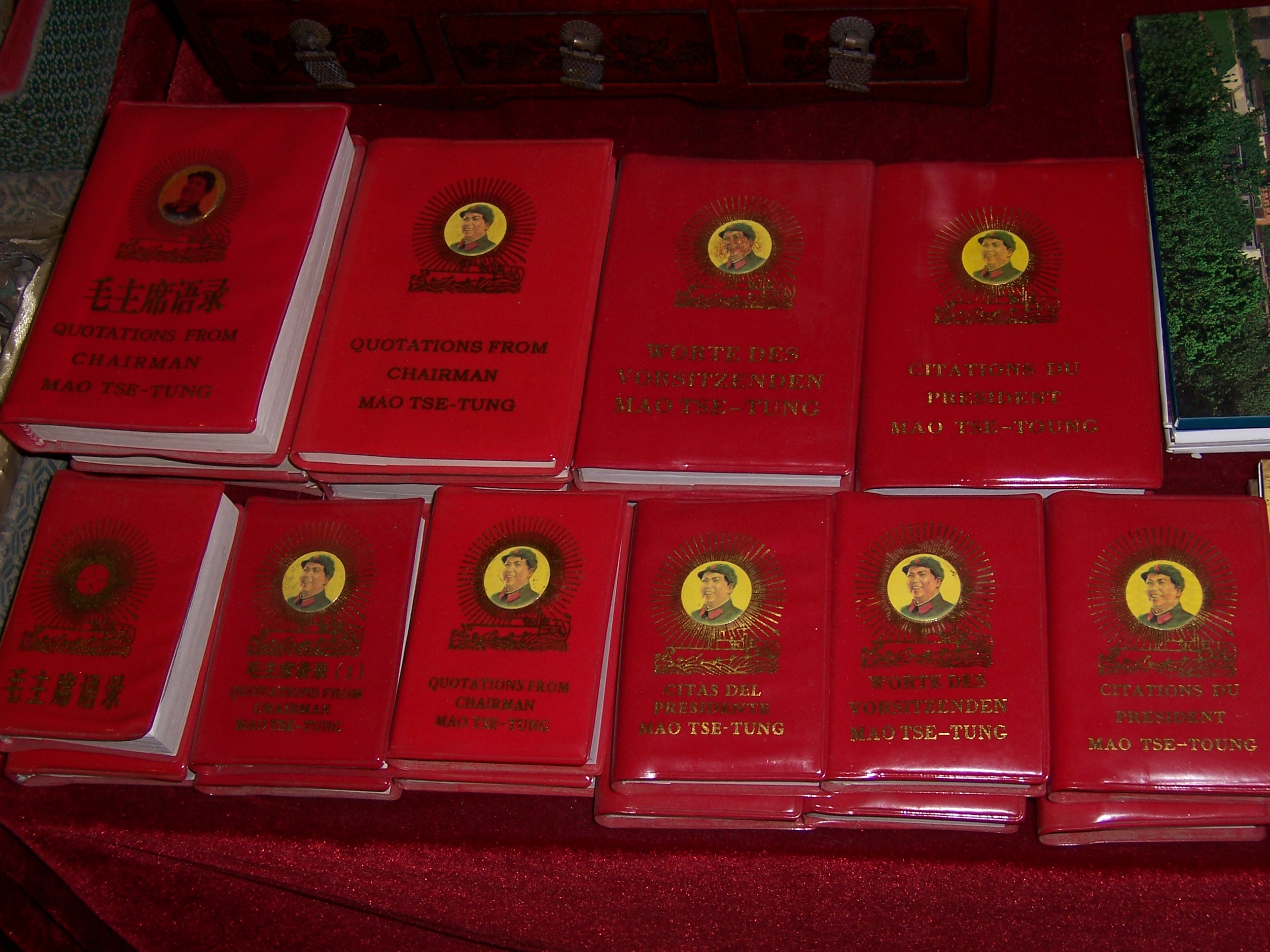
Copias pirateadas de Citas del Presidente Mao Zedong vendidas como souvenirs para turistas.

Hoy en día, hay ejemplares de Citas del Presidente Mao Zedong impresos en los últimos años que se venden en atracciones turísticas de algunas ciudades de la China continental.[¿dónde?] Estas reimpresiones son en realidad publicaciones ilegales. En primer lugar, desde la perspectiva de los derechos de autor, Mao Zedong murió en 1976. Según las leyes chinas de derechos de autor, sus obras no pasarán al dominio público hasta el 1 de enero de 2027 al menos. En segundo lugar, estos libros no son producidos por ninguna editorial o imprenta normal (ya que el gobierno chino ordenó detener su impresión al final de la Revolución Cultural) y la calidad básica de la composición tipográfica y la revisión no está garantizada.

## Ilustraciones delLibro Rojo

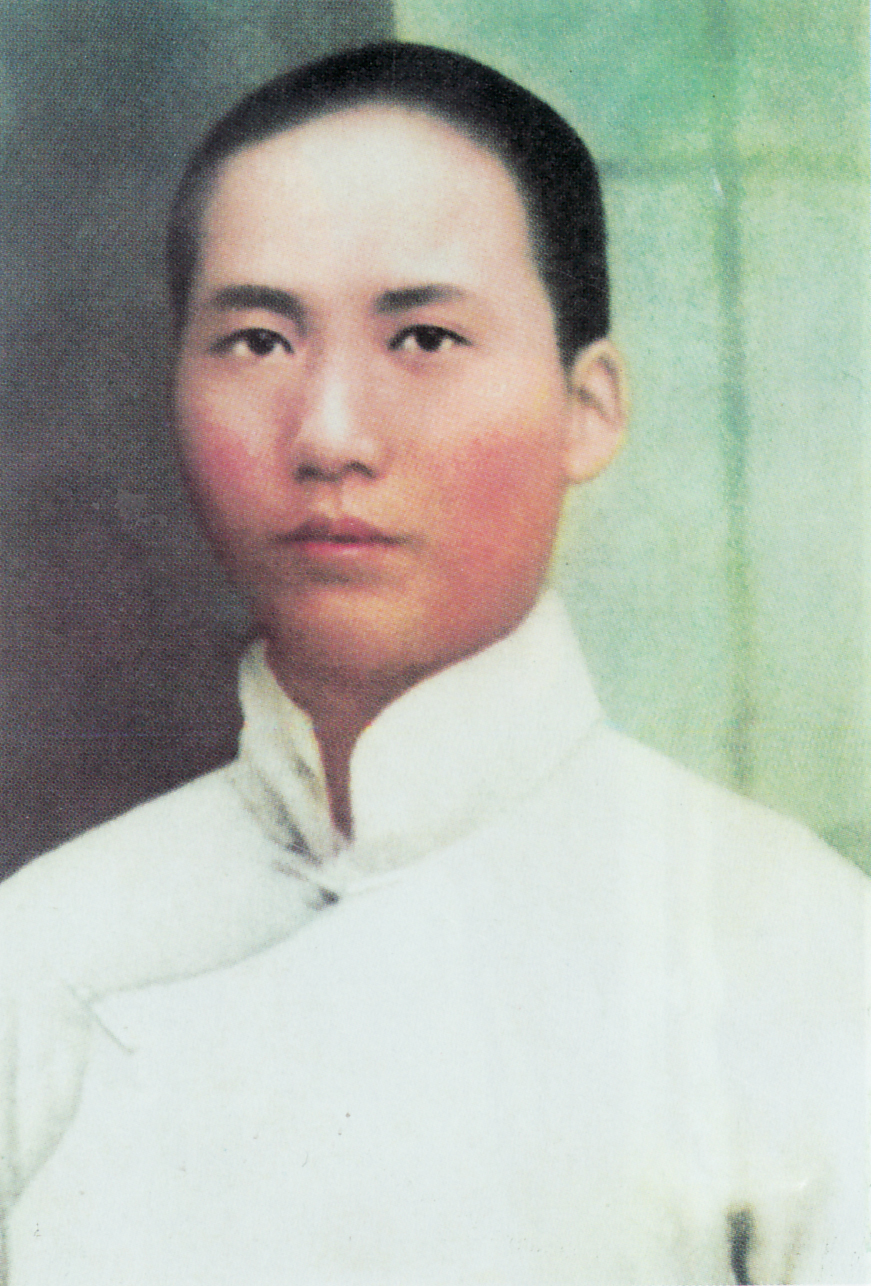
Mao, ca. 1910
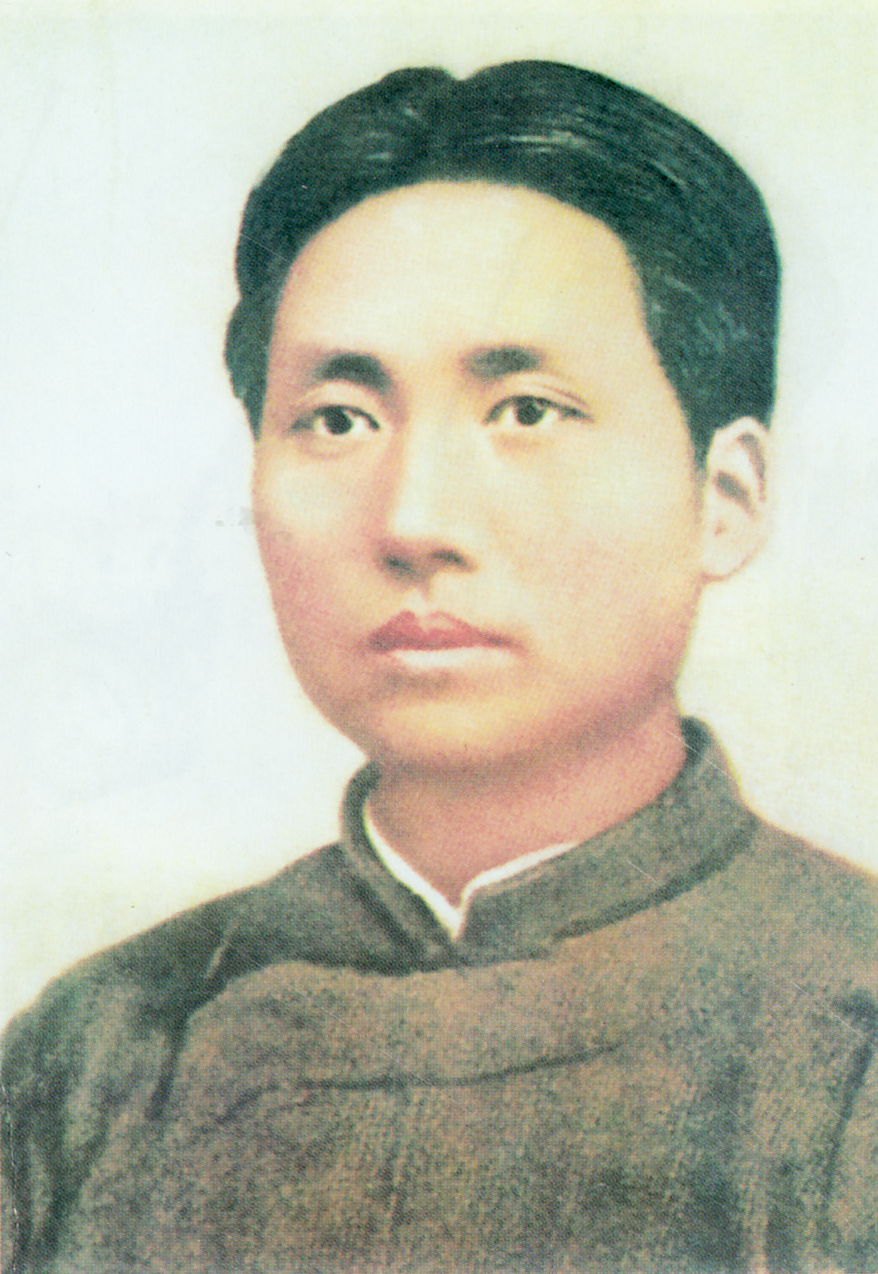
Mao, ca. 1920
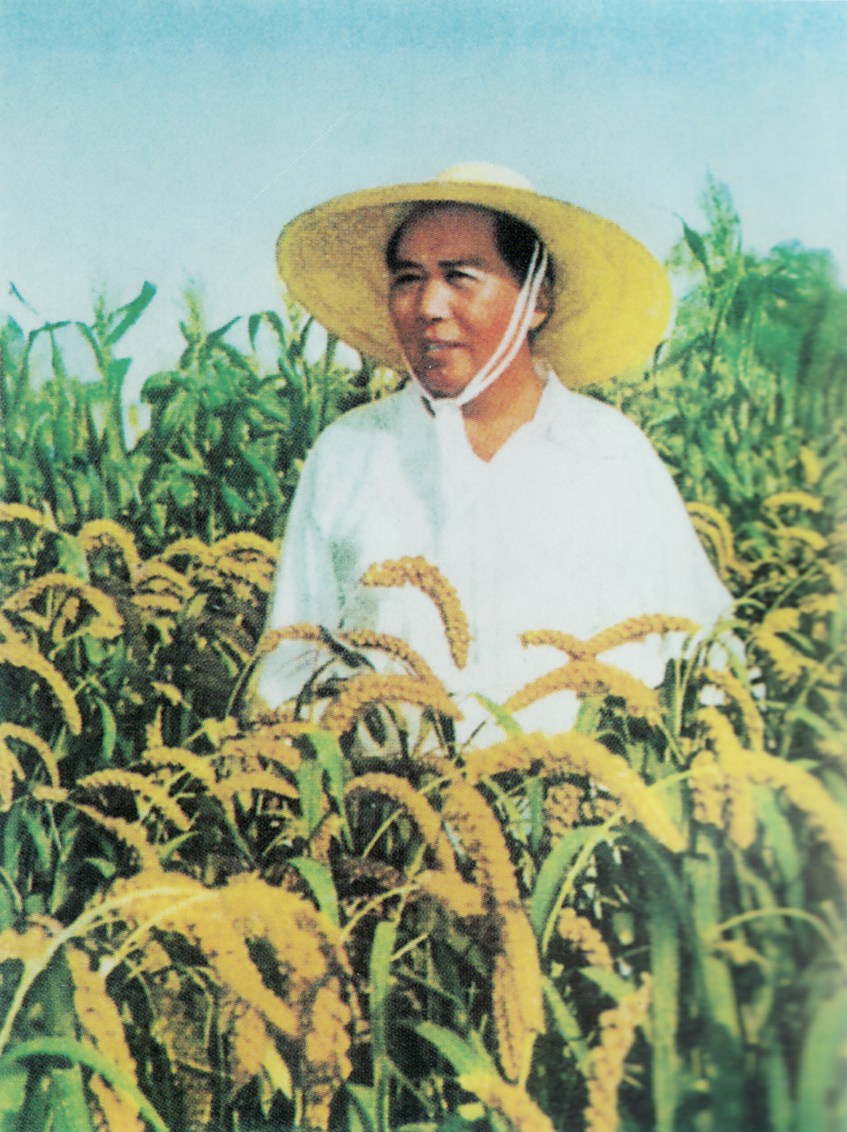
Mao trabajando en un campo de arroz.
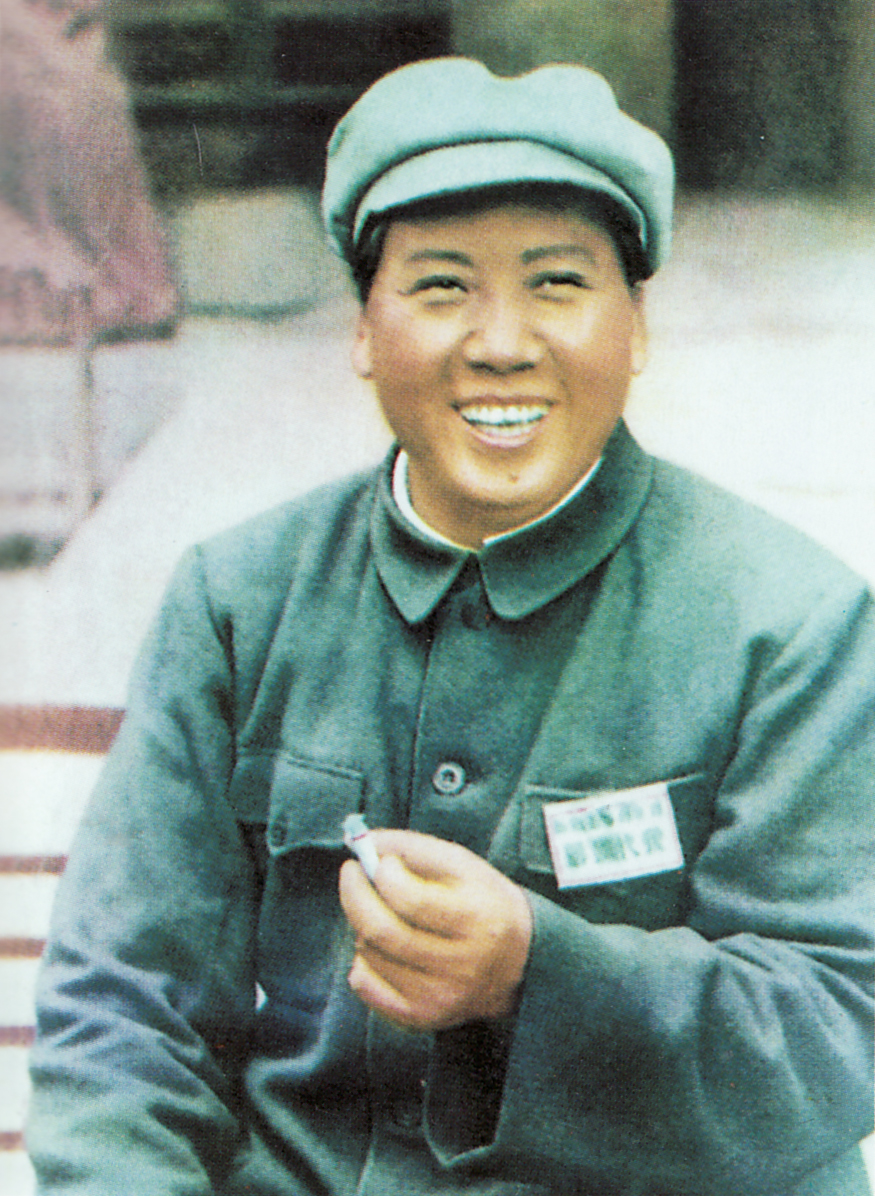
Mao usando una gorra.
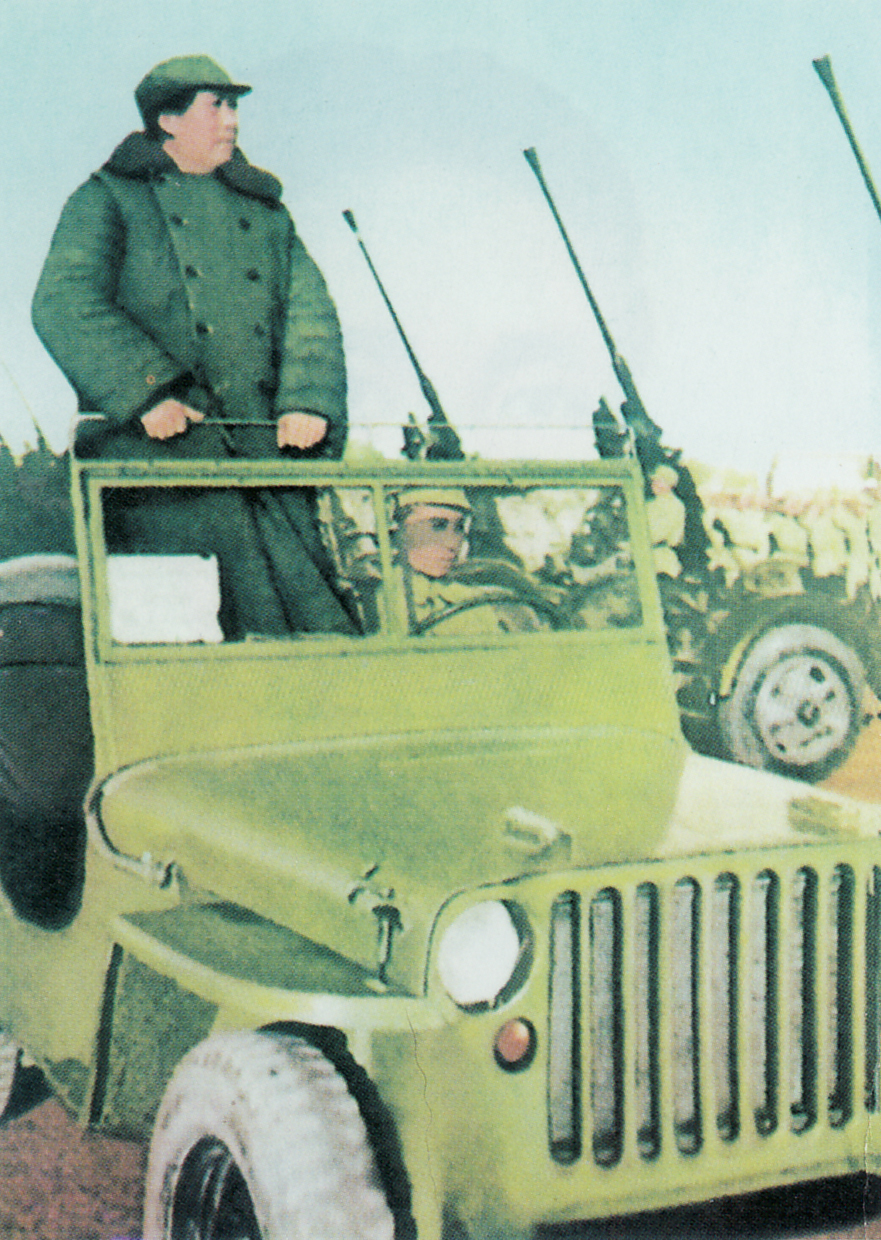
Mao parado en un jeep.
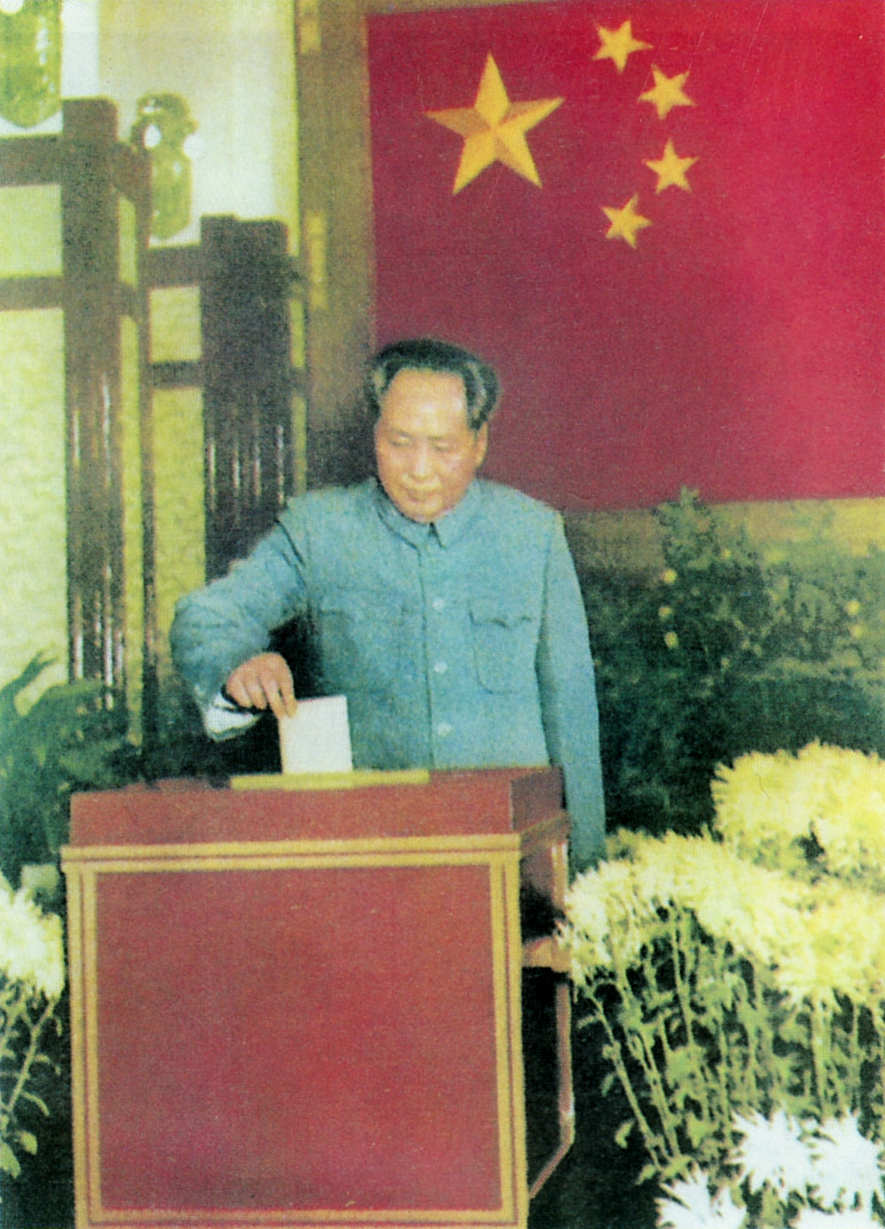
Mao votando.
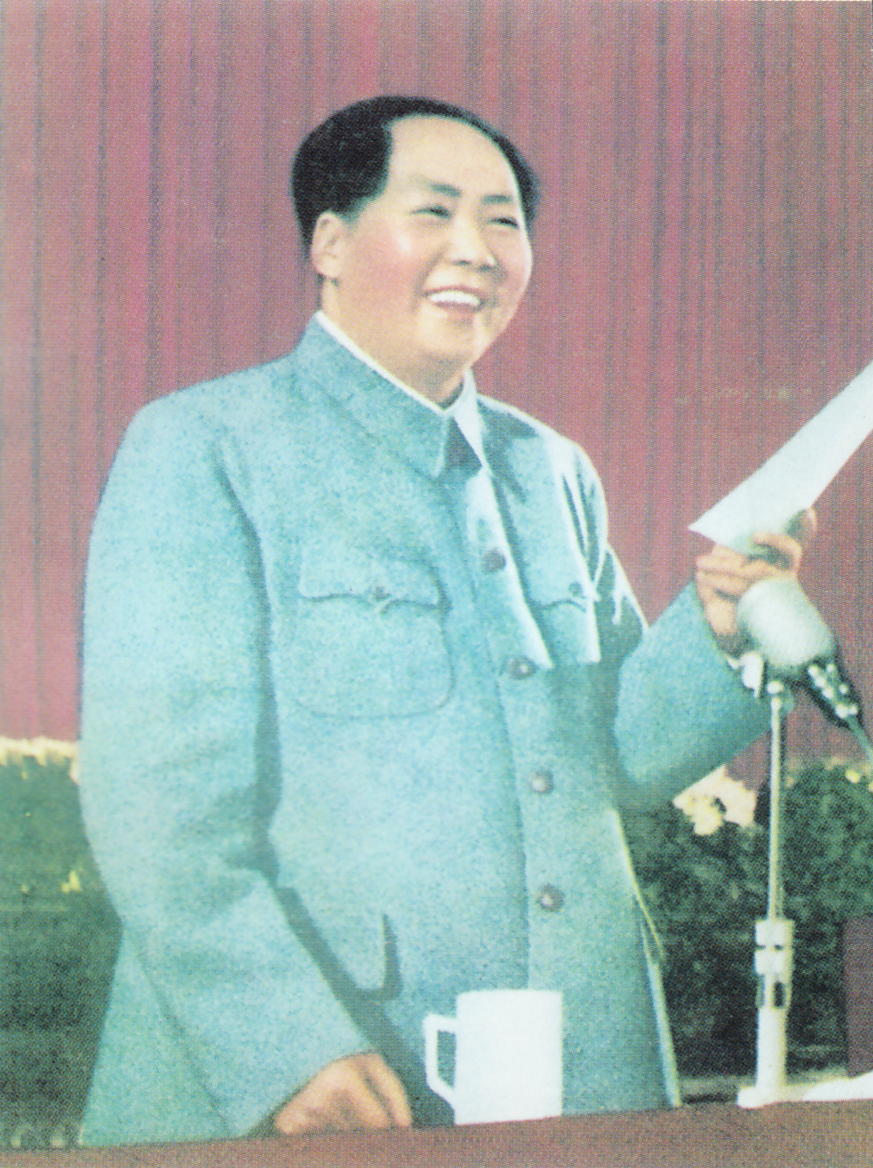
Mao dirigiendo un discurso.
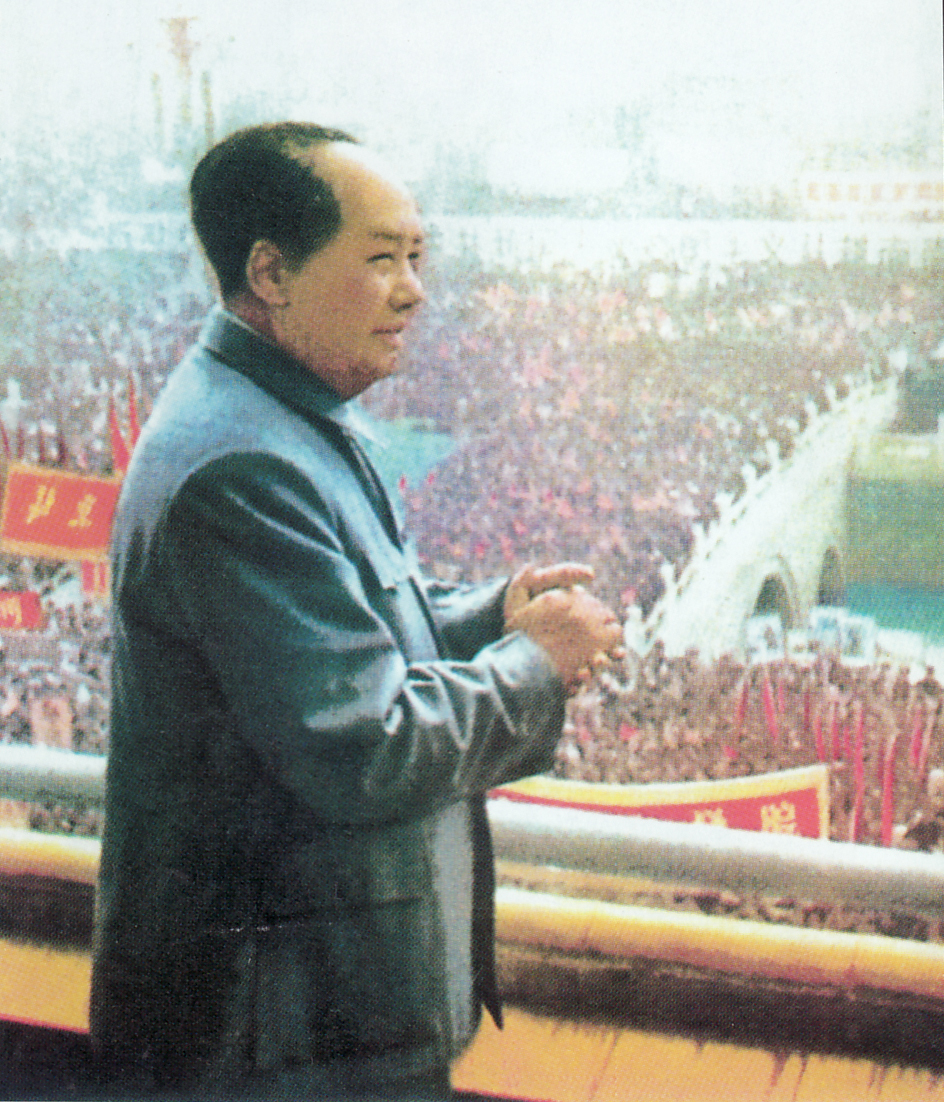
Mao frente a una multitud.
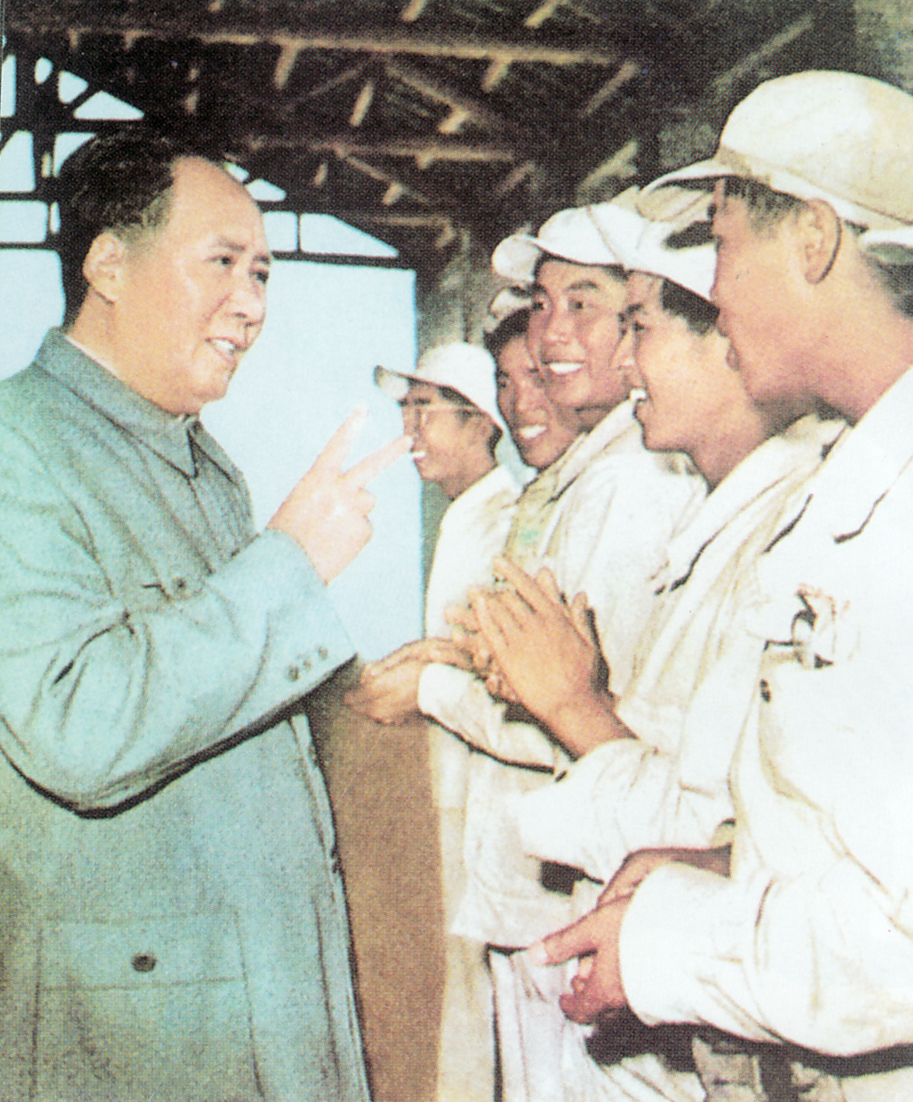
Mao visitando obreros.
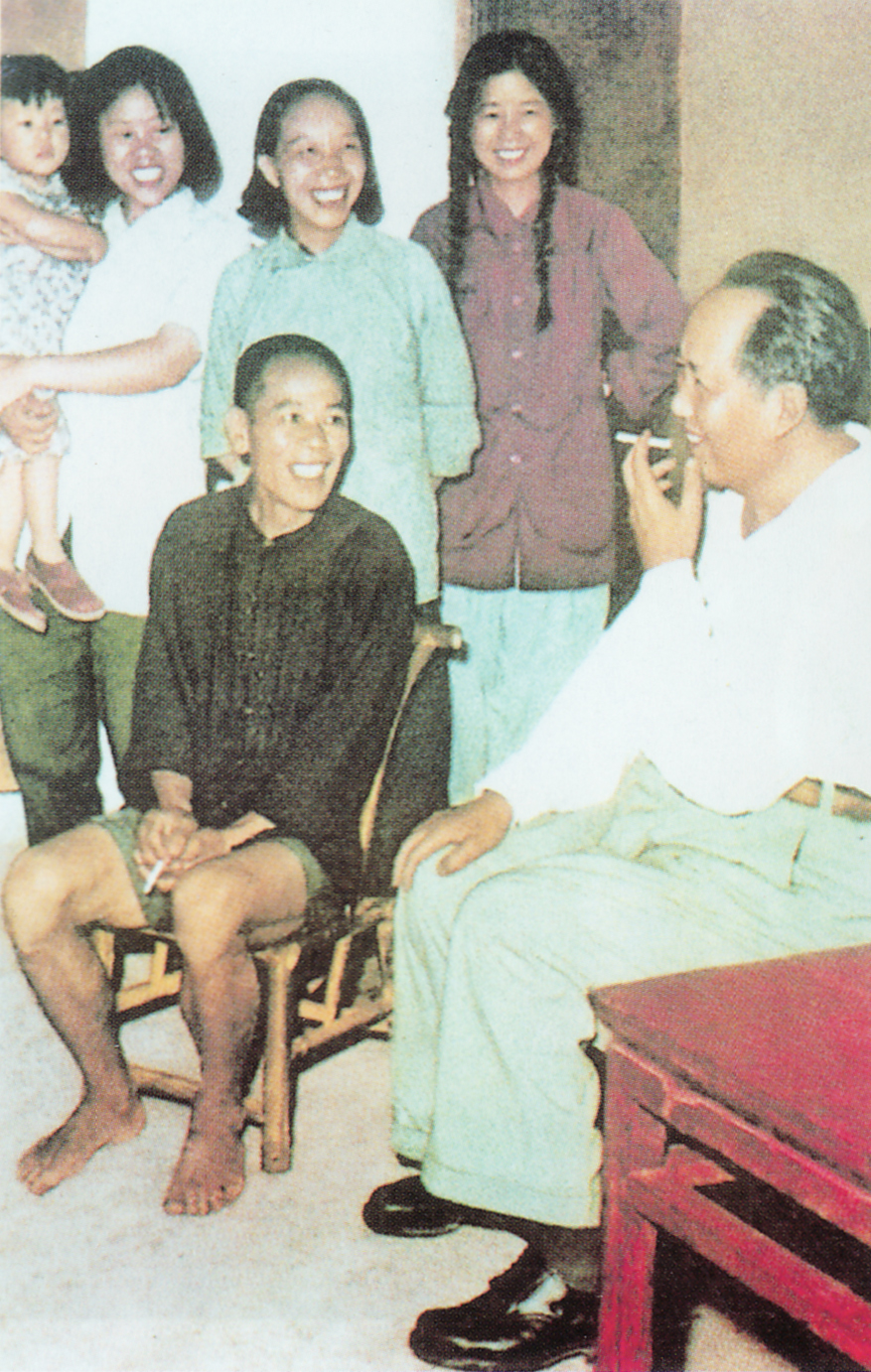
Mao visitando a una familia.
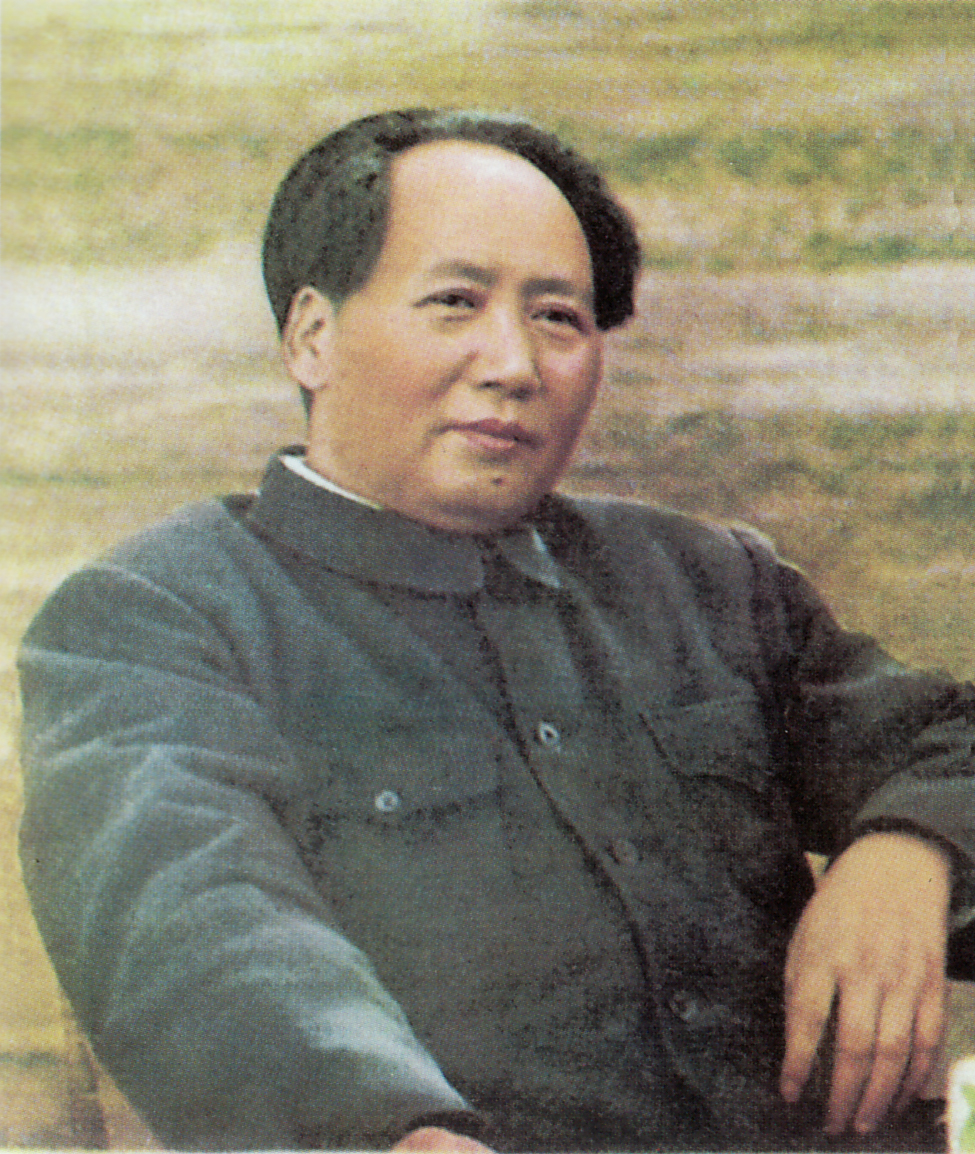
Mao sentado.
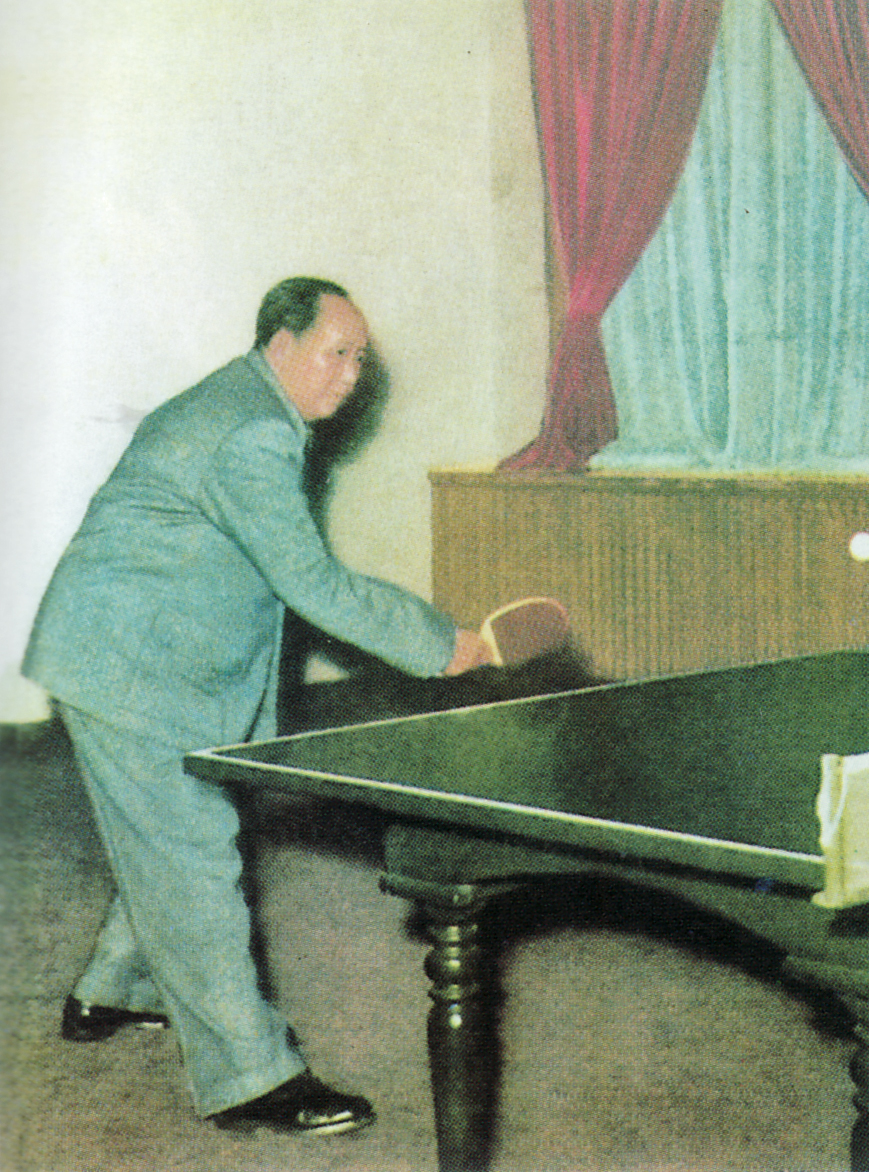
Mao jugando tenis de mesa.

## Contenido
Citas del Presidente Mao Zedong consta de 427 citas organizadas temáticamente en 33 capítulos. Las citas varían en longitud: en unos casos son simplemente una frase y en otros varios párrafos cortos, y se basan en gran medida en un grupo de dos docenas de documentos de los cuatro volúmenes de las Obras selectas de Mao.
Normalmente las citas están ordenadas de forma lógica, para tratar entre uno y tres temas en el desarrollo de un capítulo. La siguiente tabla resume el libro.
| Capítulo | N.º de citas | Título (título en chino)                                                                       | Resumen |
| -------- | ------------ | ---------------------------------------------------------------------------------------------- | --- |
| 1        | 13           | El Partido Comunista (共產黨)                                                                  | El Partido Comunista de China es el núcleo de la revolución china, y sus principios están basados en el marxismo-leninismo. La crítica partidista debe realizarse dentro del partido. |
| 2        | 22           | Clases y lucha de clases (階級和階級鬥爭)                                                      | La revolución, y el reconocimiento de la clase y la lucha de clases, son necesarios para que los campesinos y el pueblo chino se sobrepongan a los agentes enemigos internos y externos. Esta no es una lucha sencilla, simple o rápida. |
| 3        | 28           | Socialismo y comunismo (社會主義和共產主義)                                                    | El socialismo debe desarrollarse en China, y la vía hacia tal fin es una revolución democrática que permita la consolidación socialista y comunista a lo largo de mucho tiempo. También es importante unirse a los campesinos medios y educarlos sobre los defectos del capitalismo.                                                                                        |
| 4        | 16           | El tratamiento correcto de las contradicciones en el seno del pueblo (正確處理人民內部矛盾)    | Existen al menos dos tipos básicos de contradicciones: las contradicciones antagónicas que existen entre los países comunistas y sus vecinos capitalistas y entre el pueblo y los enemigos del pueblo, y las contradicciones entre el propio pueblo, personas no convencidas del nuevo camino de China, que deben tratarse de forma democrática y no antagónica.            |
| 5        | 21           | Guerra y paz (戰爭與和平)                                                                      | La guerra es una continuación de la política, y hay al menos dos tipos: guerras justas (progresistas) y guerras injustas, que sólo sirven a los intereses burgueses. Aunque a nadie le gusta la guerra, debemos seguir dispuestos a librar guerras justas contra las agitaciones imperialistas.                                                                             |
| 6        | 10           | El imperialismo y todos los reaccionarios son tigres de papel (帝國主義和一切反動派都是紙老虎) | El imperialismo estadounidense y las fuerzas reaccionarias europeas y chinas representan verdaderos peligros, y en este sentido son como verdaderos tigres. Sin embargo, como el objetivo de nuestro comunismo es justo, y los intereses reaccionarios son egoístas e injustos, después de la lucha se revelarán mucho menos peligrosos de lo que antes se les consideraba. |
| 7        | 10           | Atreverse a luchar y a conquistar la victoria (敢於鬥爭，敢於勝利)                             | Luchar es desagradable y el pueblo chino preferiría no hacerlo. Al mismo tiempo, está dispuesto a librar una justa lucha de autoconservación contra los elementos reaccionarios, tanto extranjeros como nacionales. |
| 8        | 10           | La guerra popular (人民戰爭)                                                                   | Las masas chinas son la mejor arma concebible para luchar contra el imperialismo japonés y los reaccionarios internos. También se enumeran los puntos estratégicos básicos para la guerra contra el Kuomintang. |
| 9        | 8            | El ejército popular (人民軍隊)                                                                 | El Ejército Popular no es sólo un órgano de combate, sino también un órgano de promoción política del Partido y de la producción. |
| 10       | 14           | La dirección de los comités del Partido (黨委領導)                                             | Se debate la vida interna del Partido. Los comités son útiles para evitar el acaparamiento por parte de otros, y los miembros del Partido deben demostrar honradez, franqueza a la hora de debatir los problemas y capacidad de aprendizaje y multitarea. |
| 11       | 22           | Línea de masas (群眾路線)                                                                      | La línea de masas representa las energías creativas y productivas de las masas de la población china, que son potencialmente inagotables. Los miembros del partido deben tomar ejemplo de las masas y reinterpretar la política en beneficio de ellas. |
| 12       | 21           | Trabajo político (政治工作)                                                                    | Es necesario que los intelectuales, los estudiantes, los soldados y el campesino promedio presten atención y se impliquen en el trabajo político. Esto es especialmente cierto en tiempos de guerra. |
| 13       | 7            | Relaciones entre oficiales y soldados (官兵關係)                                               | Las relaciones no antagónicas y democráticas entre oficiales y hombres hacen un ejército más fuerte. |
| 14       | 6            | Relaciones entre ejército y pueblo (軍民關係)                                                  | Un ejército apreciado y respetado por el pueblo, y viceversa, es una fuerza casi invencible. El ejército y el pueblo deben unirse sobre la base del respeto básico. |
| 15       | 8            | Democracia en los tres terrenos principales (三大民主)                                         | La Nueva Democracia y la honradez desempeñan un papel en la reforma del ejército, así como en la vida del Partido y de los cuadros. Hay que evitar la "ultrademocracia", que se define como una aversión burguesa individualista a la disciplina. |
| 16       | 9            | Educación y adiestramiento militar (教育和訓練)                                                | La educación debe tener una base práctica y política para el ejército, el Partido y los cuadros. Siguiendo una línea democrática, también será posible que los oficiales enseñen a los soldados, que los soldados enseñen a los oficiales y que los soldados se enseñen unos a otros.                                                                                       |
| 17       | 9            | Servir al pueblo (為人民服務)                                                                  | El deber de los cuadros y del Partido es servir al pueblo. Sin los intereses del pueblo siempre en el corazón, su trabajo es inútil. |
| 18       | 7            | Patriotismo e internacionalismo (愛國主義和國際主義)                                           | El patriotismo de una nación comunista y la simpatía internacionalista por las luchas justas en otros países no son en modo alguno excluyentes; al contrario, están profundamente vinculados, a medida que el comunismo se extiende por el mundo. Al mismo tiempo, es importante que un país mantenga la modestia y rehúya de la arrogancia.                                |
| 19       | 8            | Heroísmo revolucionario (革命英雄主義)                                                         | La misma energía creativa ilimitada de las masas también es visible en el ejército, en su estilo de lucha y su voluntad indomable. |
| 20       | 8            | Construir nuestro país con laboriosidad y economía (勤儉建國)                                  | El camino de China hacia la modernización se construirá sobre los principios de diligencia y frugalidad. Tampoco será legítimo relajarse si, 50 años después, la modernización se realiza a gran escala. |
| 21       | 13           | Apoyarse en los propios esfuerzos y trabajar duro (自力更生，艱苦奮鬥)                         | Es necesario que China llegue a ser autosuficiente en el curso de la revolución, siguiendo las líneas habituales de la lucha de clases. Al mismo tiempo, es un error que los individuos sólo vean lo bueno o lo malo de un sistema, excluyendo todo lo demás. |
| 22       | 41           | Métodos de pensamiento y de trabajo (思想方法和工作方法)                                       | El materialismo dialéctico marxista, que connota la lucha constante entre opuestos en un entorno empírico, es el mejor método hacia la mejora constante. Prima el análisis objetivo de los problemas basado en resultados empíricos. |
| 23       | 9            | Investigación y estudio (調查研究)                                                             | Es necesario investigar tanto los hechos como la historia de un problema para estudiarlo y comprenderlo. |
| 24       | 15           | Autoeducación ideológica (糾正錯誤思想)                                                        | La arrogancia, la falta de logros tras un periodo próspero, el egoísmo, la evasión del trabajo y el liberalismo son males que hay que evitar en el desarrollo de China. Por liberalismo se entiende evitar los conflictos o el trabajo para estar más cómodo de momento, mientras el problema sigue creciendo.                                                              |
| 25       | 5            | Unidad (團結)                                                                                  | La unidad de las masas, del Partido y de todo el país es esencial. Al mismo tiempo, la crítica puede llevarse a cabo de forma fraternal, mientras que al mismo tiempo se siente y se preserva una unidad básica. Éste es el método dialéctico. |
| 26       | 5            | Disciplina (紀律)                                                                              | Se considera que la disciplina no es exclusiva de los métodos democráticos. También se enumeran los puntos básicos de la conducta militar. |
| 27       | 15           | Crítica y autocrítica (批評和自我批評)                                                         | La crítica es una parte del método dialéctico marxista que es fundamental para el perfeccionamiento del Partido; como tal, los comunistas no deben temerla, sino dedicarse a ella abiertamente. |
| 28       | 18           | Comunistas (共產黨員)                                                                          | Un comunista debe ser desinteresado y velar por los intereses de las masas. También debe poseer amplitud de miras, así como una mentalidad práctica y previsora. |
| 29       | 11           | Cuadros (幹部)                                                                                 | Los cuadros, instrumento de unión con el pueblo y de trabajo para él, deben ser dirigentes versados en el marxismo-leninismo. Deben tener tanto orientación como libertad para utilizar su iniciativa creativa en la resolución de problemas. Los cuadros nuevos y los viejos deben trabajar juntos con respeto de camaradería, aprendiendo unos de otros.                  |
| 30       | 7            | Jóvenes (青年)                                                                                 | La juventud china representa una fuerza activa y vital en China, que hay que aprovechar. Al mismo tiempo, es necesario educarlos y que la Liga de la Juventud preste especial atención a sus problemas e intereses. |
| 31       | 7            | Mujeres (婦女)                                                                                 | Las mujeres representan una gran fuerza productiva en China, y la igualdad entre los sexos es uno de los objetivos del comunismo. Hay que aliviar las múltiples cargas que deben soportar las mujeres. |
| 32       | 8            | Cultura y arte (文化藝術)                                                                      | Se habla de literatura y arte en relación con el comunismo, de forma ortodoxa. (Consiste principalmente en citas de «Intervenciones en el Foro de Yenán sobre Literatura y Arte»). |
| 33       | 16           | Estudio (學習)                                                                                 | Es responsabilidad de todos cultivarse y estudiar profundamente el marxismo-leninismo. También es necesario que la gente preste atención a los problemas contemporáneos, siguiendo líneas empíricas. |